# Championnat des Bermudes de football 2004-2005
Navigation
Saison précédente Saison suivante
La saison 2004-2005 du Championnat des Bermudes de football est la quarante-deuxième édition de la Premier Division, le championnat de première division aux Bermudes. Les huit formations de l'élite sont réunies au sein d'une poule unique où elles s'affrontent deux fois au cours de la saison. À l'issue du championnat, les deux derniers du classement sont relégués et remplacés par les deux meilleurs clubs de Second Division.
C'est le club de Devonshire Cougars qui remporte la compétition cette saison après avoir terminé en tête du classement final, avec deux points d'avance sur le tenant du titre, Dandy Town Hornets et six sur PHC Zebras. Il s’agit du tout premier titre de champion des Bermudes de l'histoire du club.

## Les clubs participants
- Boulevard Blazers
- Dandy Town Hornets
- Southamton Rangers
- North Village Community Club
- Devonshire Cougars
- PHC Zebras - Promu de Second Division
- Somerset Cricket Club Trojans - Promu de Second Division
- Somerset Eagles FC

## Compétition
Le barème de points servant à établir le classement se décompose ainsi :
- Victoire : 3 points
- Match nul : 1 point
- Défaite : 0 point

### Classement
| Rang | Équipe                         | Pts | J  | G  | N | P  | Bp | Bc | Diff |
| ---- | ------------------------------ | --- | -- | -- | - | -- | -- | -- | ---- |
| 1    | Devonshire Cougars             | 32  | 14 | 10 | 2 | 2  | 35 | 23 | +12  |
| 2    | Dandy Town HornetsT            | 30  | 14 | 9  | 3 | 2  | 33 | 16 | +17  |
| 3    | PHC ZebrasP                    | 26  | 14 | 8  | 2 | 4  | 32 | 16 | +16  |
| 4    | Boulevard Blazers              | 21  | 14 | 6  | 3 | 5  | 23 | 21 | +2   |
| 5    | North Village Community ClubC  | 21  | 14 | 7  | 0 | 7  | 24 | 23 | +1   |
| 6    | Somerset Cricket Club TrojansP | 17  | 14 | 5  | 2 | 7  | 21 | 25 | -4   |
| 7    | Somerset Eagles FC             | 9   | 14 | 2  | 3 | 9  | 17 | 32 | -15  |
| 8    | Southamton Rangers             | 3   | 14 | 0  | 3 | 11 | 13 | 40 | -27  |

|  | Champion des Bermudes 2004-2005                                                         |
|  | Relégation en Second Division                                                           |
|  | T : Tenant du titre C : Vainqueur de la Coupe des Bermudes P : Promu de Second Division |

## Bilan de la saison
| Championnat des Bermudes de football 2004-2005 |                                      |
| Champion                                       | Devonshire Cougars (1er titre)       |
| Coupes et trophées                             |                                      |
| Vainqueur de la Coupe des Bermudes 2004-2005   | North Village Community Club         |
| Qualifications continentales                   |                                      |
| CFU Club Championship 2005                     | Aucun                                |
| Promotions et relégations                      |                                      |
| Promus en Premier Division                     | Devonshire Colts                     |
| Promus en Premier Division                     | Ireland Rangers FC                   |
| Relégués en Second Division                    | Somerset Eagles FC                   |
| Relégués en Second Division                    | Southamton RangersHamilton Parish FC |